# Johan Martial
Johan Martial (ur. 30 maja 1991 w Massy) – francuski piłkarz pochodzenia gwadelupskiego grający na pozycji środkowego obrońcy. Brat innego piłkarza, Anthony’ego Martiala.

## Kariera klubowa
Martial zadebiutował w Ligue 2 13 marca 2009 roku w barwach Bastii przeciwko Montpellier HSC, gdy wszedł na boisko w końcówce meczu. Pierwszy mecz od pierwszych minut zanotował dwa tygodnie później z FC Metz. W następnym sezonie pełnił ważniejszą rolę w drużynie. W sezonie 2009/10 grał regularnie w klubie i młodzieżowej reprezentacji.
2 sierpnia 2010 roku został wypożyczony do Stade Brestois 29. 12 maja 2011 roku podpisał czteroletni kontrakt z klubem, do którego był wypożyczony.
| Sezon   | Klub                 | Kraj    | Rozgrywki          | Mecze | Bramki |
| ------- | -------------------- | ------- | ------------------ | ----- | ------ |
| 2008/09 | SC Bastia            | Francja | Ligue 2            | 6     | 0      |
| 2009/10 | SC Bastia            | Francja | Ligue 2            | 23    | 0      |
| 2010/11 | Stade Brestois 29    | Francja | Ligue 1            | 7     | 1      |
| 2011/12 | Stade Brestois 29    | Francja | Ligue 1            | 24    | 0      |
| 2012/13 | Stade Brestois 29    | Francja | Ligue 1            | 19    | 0      |
| 2013/14 | Stade Brestois 29    | Francja | Ligue 2            | 4     | 0      |
| 2014/15 | Stade Brestois 29    | Francja | Ligue 2            | 10    | 1      |
| 2015/16 | Troyes AC            | Francja | Ligue 1            | 8     | 0      |
| 2016/17 | Troyes AC            | Francja | Ligue 2            | 19    | 3      |
| 2017/18 | Maccabi Petach Tikwa | Izrael  | Ligat ha’Al        | 28    | 2      |
| 2018/19 | Maccabi Petach Tikwa | Izrael  | Ligat ha’Al        | 8     | 0      |
| 2018/19 | FC Aszdod            | Izrael  | Ligat ha’Al        | 0     | 0      |
| 2019/20 | Panetolikos GFS      | Grecja  | Superleague Ellada |       |        |